# 王小东 (学者)
王小东（1955年12月—）是中華人民共和國一位學者，他被紐約時報視為「中国民族主义教父」。

## 生平
王小东的父亲是工程师，母亲是教师。王小東後來在北京大學學習數學。1982年，王小东從北京大学毕业，後獲得东京工业大学经济管理硕士。1988年，河殇播出。當時是一名经济学教授的王小东批评該片在鼓吹逆向种族主义。此時王小东已開始支持中国民族主义。他後來撰写多篇文章，认为中国為抵御美国的霸权主义应该更加好战。2019冠狀病毒病疫情之後，針對有人主張中國可以與美國脫鉤，王小东認為中国应该尽量参与全球贸易。王小东還一度因谈论中国足球与中华人民共和国教育引發爭論。
王小东的作品有《信息时代的世界地图》、《全球化阴影下的中国之路》、《中国不高兴》（與他人合著），並翻譯《资本市场的混沌与秩序》。